# Hoya amboinensis
Hoya amboinensis är en oleanderväxtart som beskrevs av Otto Warburg. Hoya amboinensis ingår i släktet Hoya och familjen oleanderväxter. Inga underarter finns listade i Catalogue of Life.